# قصعين ثلاثي الآواصر
قصعين ثلاثي الآواصر (الاسم العلمي:Salvia trijuga) هو نوع من النباتات يتبع جنس القصعين من الفصيلة الشفوية.